# Agromyza ambigua
Agromyza ambigua är en tvåvingeart som beskrevs av Fallen 1823. Agromyza ambigua ingår i släktet Agromyza och familjen minerarflugor. Arten är reproducerande i Sverige. Inga underarter finns listade i Catalogue of Life.